# Osmoxylon geelvinkianum
Osmoxylon geelvinkianum är en araliaväxtart som beskrevs av Odoardo Beccari. Osmoxylon geelvinkianum ingår i släktet Osmoxylon och familjen Araliaceae. Inga underarter finns listade.